# Apios
Apios (hrv. apios; lat. Apios), rod trajnica penjačica iz porodice mahunarki. rširen jew po Aziji od Japana do Himalaje, i u Americi, od istočne Kanade do Meksičkog zaljeva. Postoji 7 priznatih vrsta, a najpoznatija je Apios americana, koja je uvezena i u Europu, među ostalima i u Hrvatsku. Ova vrsta ima jestiv gomolj, i Američkim Indijancima služila je za hranu.

## Vrste
1. Apios americana Medik.
2. Apios carnea (Wall.) Benth. ex Baker
3. Apios chendezhaoana (Y.K.Yang, L.H.Liu & J.K.Wu) B.Pan bis, X.L.Yu & F.Zhang
4. Apios delavayi Franch.
5. Apios fortunei Maxim.
6. Apios macrantha Oliv.
7. Apios priceana B.L.Rob.